# Marmagen
Marmagen este o localitate cu 1700 de locuitori din regiunea Eifel, comuna Nettersheim, districtul Euskirchen, landul Nordrhein-Westfalen, Germania. Marmagen este situat la 70 km de Köln și la 60 km de orașul Aachen. In localitate se află "Eifelhöhenklinik" o clinică medicală de reabilitare a unor bolnavi handicapați. Marmagen este amintit deja în timpul romanilor sub numele de "Marcomagus" în „Tabula Peutingeriana”. Edificii din perioada evului se poate aminti biserica „ St. Laurentius” care este pentru prima oară amintită în anul 1308 în „Liber valoris”.
Din Marmagen provine Gustave Eiffel cel care a conceput Turnul Eiffel și Statuia Libertății din New York.